# 麥偉林
麥偉林（1949年7月31日—），加拿大政治人物。
1949年生於卑詩省溫哥華。畢業於西門菲莎大學。1971年8月21日結婚。
1983年競選卑詩省省議會議員落敗，但在次年省議員補選中以卑詩新民主黨黨員身份當選。期間於1985年主張博彩合法化，遭省府反對。1986年尋求連任未果。
1988年當選加拿大下議院議員。1993年尋求連任失敗。1997年加入加拿大自由黨，並參加該年聯邦大選，再次落敗。